# جيرالدين بروكس
جيرالدين بروكس (بالإنجليزية: Geraldine Brooks)‏ (و. 1925 – 1977 م) هي ممثلة مسرحية، وممثلة تلفزيونية، وممثلة أفلام أمريكية، ولدت في نيويورك، بدأت مشوارها المهني سنة 1944، توفيت عن عمر يناهز 52 عاماً، بسبب سرطان.

## وصلات خارجية
- جيرالدين بروكس على موقع IMDb (الإنجليزية)
- جيرالدين بروكس على موقع ألو سيني (الفرنسية)
- جيرالدين بروكس على موقع أول موفي (الإنجليزية)
- جيرالدين بروكس على موقع قاعدة بيانات برودواي على الإنترنت (الإنجليزية)
- جيرالدين بروكس على موقع قاعدة بيانات الأفلام السويدية (السويدية)
- جيرالدين بروكس على موقع إن إن دي بي (الإنجليزية)
- جيرالدين بروكس على موقع قاعدة بيانات الفيلم (الإنجليزية)
- جيرالدين بروكس على موقع كينوبويسك (الروسية)